# Rhyssemus spiniger
Rhyssemus spiniger är en skalbaggsart som beskrevs av Riccardo Pittino 1983. Rhyssemus spiniger ingår i släktet Rhyssemus och familjen Aphodiidae. Inga underarter finns listade i Catalogue of Life.